# Componente Marino del Ejército Belga

Pabellón de la Armada de Bélgica.

banderín de guerra de la Armada de Bélgica.

El Componente Marino (en francés: Composante marine, en neerlandés: Marinecomponent) del Ejército Belga es desde 2007 el nombre de la marina de guerra de Bélgica. Sus anteriores nombres más recientes fueron Componente Marítimo (2002-2007) y Fuerza Naval (1946-2002).
La Armada de Bélgica fue creada como Marina Real en 1831. Esta fuerza ha operado de diversas formas en toda la historia de Bélgica. Su actual comandante es el almirante Jan De Beurme.

## Historia

### Antecedentes
Después de la Revolución de Bélgica, que tuvo como consecuencia la independencia del país, la Armada Holandesa bloqueó la desembocadura del Río Escalda. Para hacer frente a esta amenaza, el Congreso Nacional ordenó la construcción de dos naves de combate que llevarían los nombres de Congreso y Jornada. 
Después de que el Ejército de Francia liderado por el mariscal Gérard Etiene capturó la ciudadela de Amberes en 1832, el armamento holandés cayó en manos belgas, lo que permitió dotar a las futuras naves con estos armamentos, más eficaces y más baratos. 

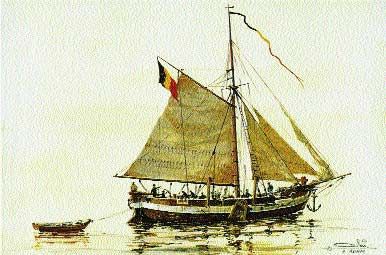
Una de las primeras naves de la Marina Real.

En 1840 el Gobierno compró a Francia la goleta Marie Louse y en 1845 el cañonero Duque de Brabante. Debido al alto costo que significaba mantener una armada, el Gobierno de Bélgica decidió suprimir todo su poder naval y esto significó que para la Primera Guerra Mundial, Bélgica no contara con una Armada. 

### Guerras Mundiales
La Primera Guerra Mundial significó un cambio en esta política, por lo que la armada fue creada nuevamente en 1917. El Tratado de Versalles asignó a Bélgica 11 torpederos y 25 barcos rastreadores de minas. Debido a razones presupuestarias, nuevamente Bélgica suprimió su armada. En 1939, vista una inminente guerra con Alemania, Bélgica, una vez más resucitó a su marina con el nombre de Cuerpo de Marina. Esta nueva armada solo duró un año, hasta la invasión alemana en mayo de 1940.
Durante la Segunda Guerra Mundial muchos de los miembros de este cuerpo naval, junto con pescadores y marineros mercantes huyeron al Reino Unido con el deseo explícito de luchar contra la ocupación alemana. Durante la Batalla de Inglaterra, la Royal Navy, en un acto de solidaridad con la resistencia belga, le ligó la responsabilidad de manejar algunos buques de combate. 
De 1940 a 1946, la sección belga de la Marina Real Británica tripulaba dos corbetas (Buttercup y Godetia), un escuadrón de rastreadores de minas MMS y tres lanchas patrulleras (Phrontis, Electra y Kernot). En 1946 Reino Unido donó los buques, junto con su tripulación a Bélgica, para poder formar la columna vertebral de la nueva Marina Belga.

### Después de laGuerra Fría
Al comienzo de la década de los noventa, el desplome de la Unión Soviética obligó al Gobierno de Bélgica a reestructurar a sus fuerzas armadas, para poder hacer frente a las nuevas amenazas. 
Desde 1992 hasta 2001 se efectuaron diversas ventas de material a algunos países de África y América, hasta que en el año 2002 el Gobierno decidió imponer una estructura única en las fuerzas armadas, por lo que la Armada de Bélgica independiente del Estado Mayor dejó de existir. Con esta nueva estructura, todas las ramas militares del país fueron agrupadas dentro del Ministerio de Defensa de Bélgica, por lo que dependen directamente de él. 

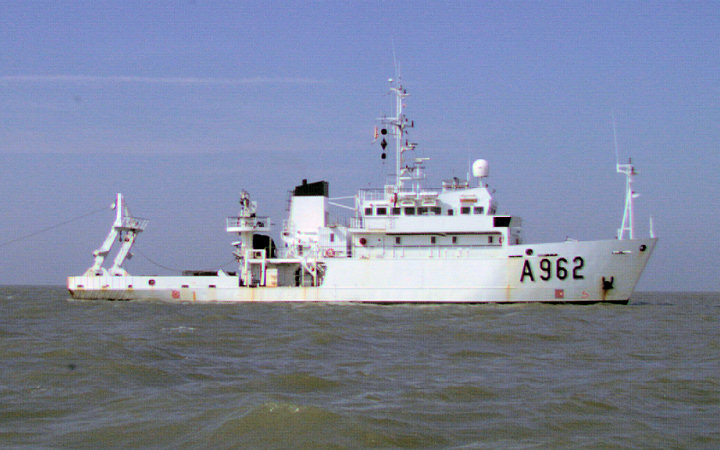
A962 Bélgica.

## Actualidad
El 20 de julio de 2005, el Gobierno de Bélgica decidió comprar dos de las seis fragatas neerlandesas clase M para sustituir a las otras dos fragatas de la clase Wielingen, que siguieron en servicio en la armada hasta que fueron vendidas a Bulgaria. El 21 de diciembre de 2005, el gobierno holandés vendió las fragatas Karel Doorman (F-827) y Willen Van Der Zaan (F-829) de clase Karel Doorman a Bélgica, donde fueron rebautizadas Leopold I (F-930) y Louise-Marie (F-931). Los dos buques fueron vendidos por unos 250 millones de euros. Estas dos fragatas entraron en servicio a la Armada de Bélgica durante 2007-2008. 

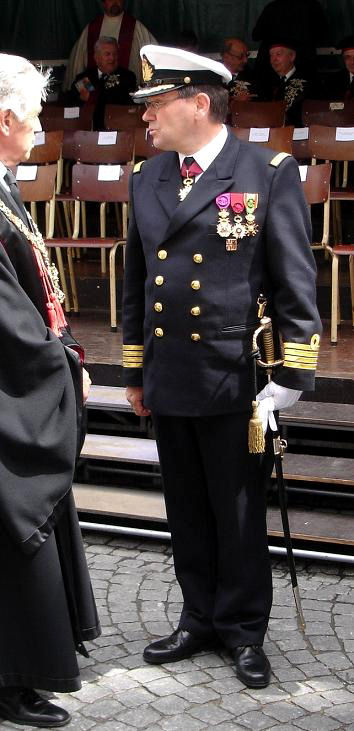
Capitán de navío de la Armada de Bélgica.

## Misión
En tiempos de guerra y crisis internacional, la Armada de Bélgica deberá, junto con sus aliados, desarrollar todas las misiones que impliquen la defensa costera, protección portuaria, defensa de líneas marítimas y comunicación. A la vez, deberá garantizar la protección civil amparada por el Derecho Internacional. 
En tiempos de paz, la Armada de Bélgica tiene las siguientes funciones: 
- Garantizar la presencia de Bélgica en el mar.

- Apoyar a su diplomacia y a su comercio internacional

- Entrenamiento y colaboración con fuerzas militares extranjeras

- Participación en acciones humanitarias